# Louisa Berková
Louisa Berková, křtěná Ludovika Anna Ludmila (1. března 1811, Praha – 14. dubna 1877, Šanov Teplice), byla česká malířka a kreslířka portrétů.

## Život a dílo
Narodila se v Praze na Starém Městě v Karlově ulici čp. 184/I, v rodině mědirytce a obchodníka s rytinami Jana Berky a jeho manželky Marie rozené Bacherové. Základy výtvarného vzdělání získala pravděpodobně v otcově dílně.
Svou tvorbu začala ve stylu klasicismu a biedermeieru, pod vlivem vídeňské a berlínské výtvarné školy. Větší dobu svého života strávila v Praze, kde se přátelila především s dcerami malíře Augusta Piepenhagena.
Je autorkou portrétů a portrétních miniatur, jednak z okruhu svých přátel a známých, a dále podobizen na zakázku. Zůstala svobodná a finančně nezávislá. Byla spolumajitelkou domu čp. 98/II v Praze ve Spálené ulici., v němž mezi lety 1840-1850 bydlely také její sestry Karolína a Aloisie. V obdobích lázeňské sezóny bydlela v domě čp. 110 v Teplicích-Šanově, kde malovala lázeňské hosty na objednávku. 

### Portréty
Její podobizny mají vždy tužkovou podkresbu, pokud nezůstaly samotnou kresbou, byly malovány kvašem nebo kombinovanou technikou akvarelu a kvaše s lokálním zlacením. 
- Portrét dívky s kapesníkem, akvarel (1839)[5]
- Portrét dívky, kresba tužkou (1841), Moravská galerie v Brně [6]
- Portrét starší dámy, akvarel, (1841),  Moravská galerie v Brně [7]
- Portrét dívky v černém, (1842), kresba tužkou, kolorovaná akvarelem, Moravská galerie v Brně [8]
- Portrét Augusta Piepenhagena
- Portrét Louisy Piepenhagenové
- Portrét malíře Josefa Alexandra Koruny
- Portrét muže v křesle, akvarel, (1845), Národní muzeum [9]
- Portrét ženy v křesle, akvarel, (1845), Národní muzeum [10]
- Portrét Ferdinanda Břetislava Mikovce v kroji Národní gardy, kvaš (1848),Muzeum hlavního města Prahy
- Portrét Kateřiny Hübschové, manželky hoteliéra Jana Hübsche; akvarel a kvaš, (1849), Národní muzeum [11]
- Portrét Josefa rytíře Talacka z Ještětic[12].

## Galerie

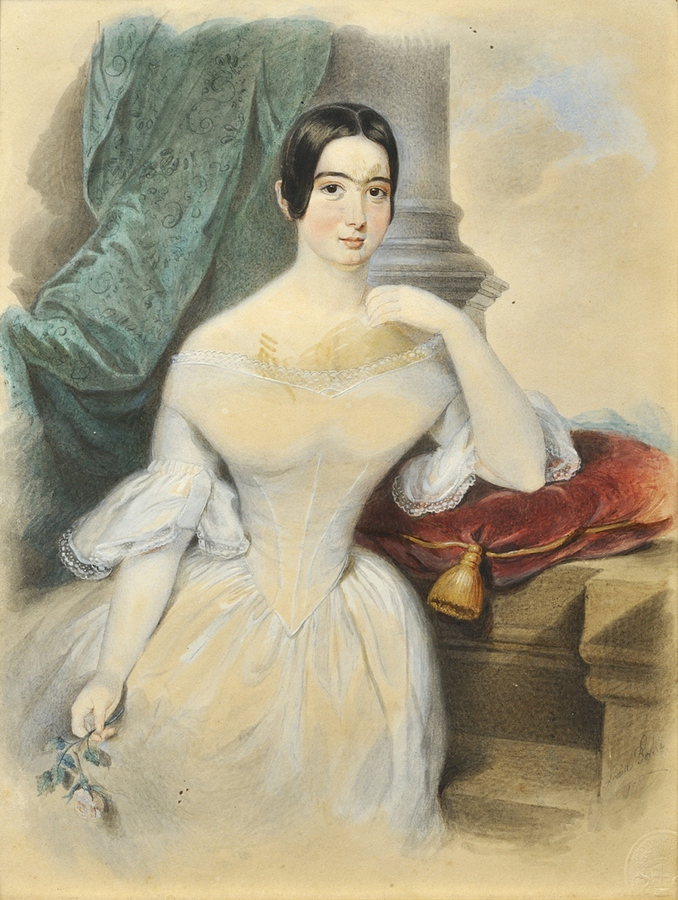
Louisa Berková – portrét ženy s růží (1852)
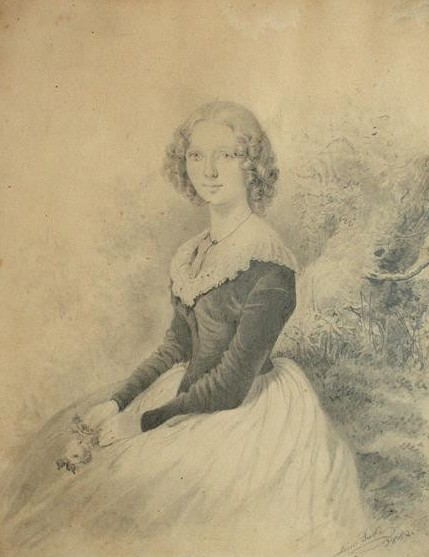
Portrét dívky (1842)
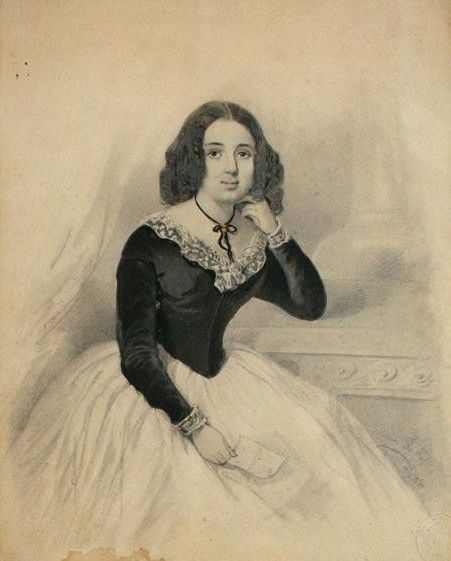
Portrét dívky (1842)
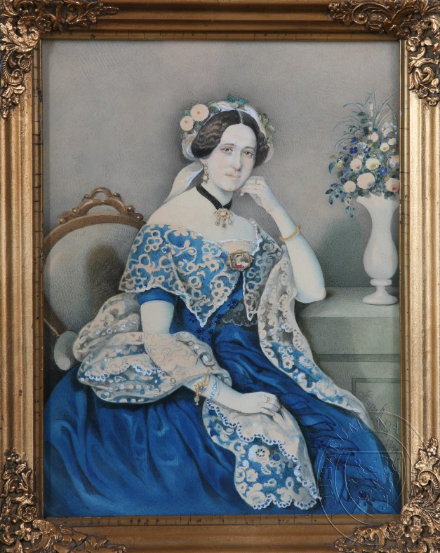
Portrét Kateřiny Hübschové (1849)
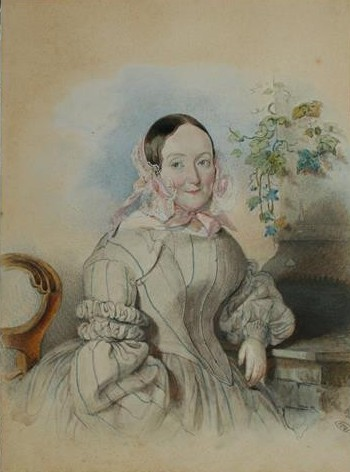
Luisa Berková – Podobizna starší dámy (1841)